# Championnat de Bahreïn de football 2013-2014
Navigation
Saison précédente Saison suivante
La saison 2013-2014 du Championnat de Bahreïn de football est la cinquante-huitième édition du championnat national de première division à Bahreïn. Les dix meilleurs clubs du pays sont regroupés au sein d'une poule unique et s'affrontent deux fois au cours de la compétition, à domicile et à l'extérieur. En fin de saison, le dernier du classement est relégué tandis que l'avant-dernier doit disputer un barrage de promotion-relégation face au vice-champion de D2.
C'est le Riffa Club qui remporte la compétition après avoir terminé en tête du classement final, avec un seul point d'avance sur Manama Club et quatre sur le duo Al Hidd Club-Al Muharraq Club. C'est le onzième titre de champion de Bahreïn de l'histoire du club, qui réussit même le doublé en s'imposant en finale de la Coupe de Bahreïn face au champion de D2, Bahrain Club.

## Les clubs participants
| - Al Muharraq Club - Riffa Club - Al Hidd Club - Al Najma Club - Manama Club | - Malikiya Club - Busaiteen Club - Al-Shabab Club - Al Hala SC - Setra Club - Promu de D2 |

## Compétition

### Classement
Le classement est établi sur le barème de points classique (victoire à 3 points, match nul à 1, défaite à 0).
| Rang | Équipe           | Pts | J  | G  | N | P  | Bp | Bc | Diff |
| ---- | ---------------- | --- | -- | -- | - | -- | -- | -- | ---- |
| 1    | Riffa ClubC      | 38  | 18 | 11 | 5 | 2  | 24 | 12 | +12  |
| 2    | Manama Club      | 37  | 18 | 11 | 4 | 3  | 33 | 16 | +17  |
| 3    | Al Hidd Club     | 34  | 18 | 9  | 7 | 2  | 32 | 16 | +16  |
| 4    | Al Muharraq Club | 34  | 18 | 9  | 7 | 2  | 26 | 15 | +11  |
| 5    | Busaiteen ClubT  | 22  | 18 | 6  | 4 | 8  | 27 | 26 | +1   |
| 6    | Al Hala SC       | 20  | 18 | 4  | 8 | 6  | 21 | 20 | +1   |
| 7    | Malikiya Club    | 20  | 18 | 5  | 5 | 8  | 18 | 24 | -6   |
| 8    | Al-Shabab Club   | 17  | 18 | 3  | 8 | 7  | 18 | 26 | -8   |
| 9    | Al Najma Club    | 13  | 18 | 2  | 7 | 9  | 15 | 29 | -14  |
| 10   | Setra ClubP      | 6   | 18 | 1  | 3 | 14 | 14 | 45 | -31  |

|  | Qualification pour le tour préliminaire de la Ligue des champions de l'AFC 2015 |
|  | Qualification pour la Coupe de l'AFC 2015                                       |
|  | Qualification pour la Coupe du golfe des clubs champions 2015                   |
|  | Participation au barrage de promotion-relégation                                |
|  | Relégation directe en deuxième division                                         |
|  | T : Tenant du titre C : Vainqueur de la Coupe du Bahreïn P : Promu de D2        |

### Matchs

#### Barrage de promotion-relégation
| Al Najma Club | Inconnu | (D2) Bahrain Club |

## Bilan de la saison
| Championnat de Bahreïn de football 2013-2014                        |                        |
| Champion                                                            | Riffa Club (11e titre) |
| Coupes et trophées                                                  |                        |
| Vainqueur de la Coupe de Bahreïn 2013-2014                          | Riffa Club             |
| Vainqueur de la Bahreini King's Cup                                 | East Riffa             |
| Qualifications continentales                                        |                        |
| Ligue des champions de l'AFC 2015 (tour préliminaire)               | Riffa Club             |
| Coupe de l'AFC 2015                                                 | Al Hidd Club           |
| Coupe du golfe des clubs champions 2015                             | Manama Club            |
| Coupe du golfe des clubs champions 2015                             | East Riffa             |
| Promotions et relégations                                           |                        |
| Promus en Bahraini Premier League                                   | East Riffa             |
| Promus en Bahraini Premier League                                   | Bahrain Club           |
| Relégués en Championnat de Bahreïn de football de deuxième division | Setra Club             |
| Relégués en Championnat de Bahreïn de football de deuxième division | Al Najma Club          |